# Petrovic vs. Austria
Cauza Petrovic v. Austria (Cererea numărul 156/1996/775/976 din 27 martie 1998) reprezintă o cazuistică importantă a Curții Europene a Drepturilor Omului. Curtea a trebuit să judece plângerea unei părinte de sex masculin căruia i-a fost refuzat dreptul de a își lua concediu de creștere a minorului, pe baza prevederilor legale din Austria de la aceea dată, care spuneau că acest tip de concediu este disponibil doar pentru mame. 
În acest caz Judecătorii de la Strasbourg au emis următoarea concluzie cu aplicabilitate mai largă: "fără a neglija diferențele care pot să existe între tată și mamă în relația cu copilul lor la o vârstă fragedă, Curtea consideră că, în privința îngrijirilor ce au a fi acordate copiilor în această perioadă, cei doi părinti se găsesc într-o situație analoagă". 

## Situația de fapt
Reclamantului,  un cetățean austriac, i-a fost refuzată indemnizația de concediu parental de către autoritățile statului respectiv pe baza faptului că doar mamele aveau dreptul să primească un astfel de concediu. El a afirmat că acest lucru a constituit o încălcare a dreptului său de a nu fi discriminat, precum și o încălcare a dreptului său la respectarea vieții private și de familie. 
Până la momentul în care cazul a ajuns în fața Curții Europene a Drepturilor Omului, legislația a fost modificată, pentru a permite părinților să solicite Indemnizația de concediu pentru creșterea copilului, dar numai pentru copiii născuți după Decembrie 1989, dată la care noua legislație a intrat în vigoare.

## Suportul legal
Reclamantul a pretins încălcare a articolului 14 (interzicerea discriminării), în coroborat cu articolul 8 (dreptul la respectarea vieții de familie și privată) din Convenția Europeană a Drepturilor Omului.